# أوموتا (فوكوكا)
مدينة أوموتا (بالإنجليزية: Ōmuta)‏ هي أحد المدن التابعة لمحافظة فوكوكا. تأسست رسميًا في 01/03/1917. ويقدر عدد سكانها بـ 127474 نسمة حسب تقدير مكتب الإحصاء الياباني لعام 2012. تبلغ مساحة أوموتا 81.55 كم2. بكثافة سكانية تبلغ 1563 نسمة/كم2.

## توأمة
لأوموتا (فوكوكا) اتفاقيات توأمة مع:
- داتونغ

## أعلام
- أكيهيرو هينو
- كازوناري آبي
- هاروهيكو كورودا
- تاكايوكي موراكامي
- إيتشيا كوماجاي

## روابط خارجية
- الموقع الرسمي لمدينة أوموتا
- مكتب الإحصاءات البريطاني